# Breganze Cabernet Sauvignon
Le Breganze Cabernet Sauvignon est un vin italien de la région Vénétie doté d'une appellation DOC depuis le 18 juillet 1969. Seuls ont droit à la DOC les vins rouges récoltés à l'intérieur de l'aire de production définie par le décret. 

## Aire de production
Les vignobles autorisés se situent en province de Vicence dans les communes de Bassano del Grappa, Breganze, Fara Vicentino, Lugo di Vicenza, Marostica, Mason Vicentino, Molvena, Montecchio Precalcino, Pianezze, Salcedo, Sandrigo, Sarcedo et Zugliano. Les vignobles se situent sur des pentes des collines entre les fleuves Brenta et Astico (un affluent du Bacchiglione).
Le vin rouge du Cabernet Sauvignon répond à un cahier des charges moins exigeant que le Breganze Cabernet Sauvignon riserva et le Breganze Cabernet Sauvignon superiore, essentiellement en relation avec le vieillissement et le titre alcoolique.

## Caractéristiques organoleptiques
- couleur : rouge rubis intense
- odeur : délicat, intense, épicé
- saveur : sèche,  puissant

Le Breganze Cabernet Sauvignon se déguste à une température de 15 à 17 °C. 

## Production
Province, saison, volume en hectolitres :
- Vicenza  (1996/97)  204,75